# Leine
Leine er en flod i Tyskland, med en total længde på 281 km, hvoraf ca. 100 km er sejlbar. 
Floden har sit udspring ved Leinefelde/Eichsfeld i Thüringen, løber gennem Göttingen, Alfeld og Hannover og munder ud i floden Aller.
51°23′19″N 10°19′13″Ø / 51.3886°N 10.3203°Ø